# 1420년

## 연호
- 명(明) 영락(永樂) 18년
- 일본(日本) 오에이(応永) 27년

## 기년
- 명(明) 성조 영락제(成祖 永樂帝) 18년
- 조선(朝鮮) 세종(世宗) 2년

## 사건
- 조선 세종, 집현전(集賢殿)을 설치

## 탄생
- 조선 초기의 문신 사가정 서거정

## 사망
- 조선 3대 국왕 태종의 정비 원경왕후.